# Григорий VII (папа римский)
Григорий VII (лат. Gregorius PP. VII; в миру Гильдебранд итал. Ildebrando (или Aldobrandeschi, или Dhiltprandus); 1020/1025 — 25 мая 1085) — Папа Римский с 22 апреля 1073 года по 25 мая 1085 года. Святой Католической церкви, день празднования 25 мая.
Окончательно утвердил в католической церкви целибат — безбрачие духовенства. Боролся за политическое преобладание в Западной Европе с германскими императорами. Одного из них — Генриха IV — принудил явиться к себе с покаянием в тосканскую крепость Каносса. Но в конце жизни был изгнан из Рима и умер в изгнании.

## Ранняя карьера
Григорий (при рождении получивший имя Хильдебранд) родился в небогатой семье тосканских землевладельцев в Соване. По мнению Иоганна Георга Эстора, от рождения его звали Хильдебранд Бонизи, и он был сыном кузнеца. В молодости он был направлен на учёбу в Рим, где, по некоторым неподтверждённым данным, его дядя был настоятелем монастыря на холме Авентин. Среди его наставников были Лаврентий, архиепископ Амальфи и будущий папа Григорий VI. Когда последний был свергнут императором Священной Римской империи Генрихом III и сослан в Германию, Хильдебранд последовал за ним в Кёльн.
По мнению некоторых летописцев, Хильдебранд переехал в Клюни после смерти Григория. Однако его заявление, что он стал монахом в Клюни, не следует понимать буквально. Затем он в сопровождении игумена Бруно из Туля отправился в Рим. Там Бруно был избран папой под именем Льва IX и посвятил Хильдебранда в диаконы и сделал папским администратором. В 1054 году Лев послал Хильдебранда как своего легата в Тур во Францию. Там под его председательством состоялся собор, на котором разбирался вопрос о взглядах Беренгара Турского, отрицавшего реальное присутствие Христа в евхаристии. После смерти Льва новый папа, Виктор II, подтвердил его легатские полномочия, в то время как преемник Виктора Стефан IX послал его и епископа Лукки Ансельма (будущего папу Александра II) в Германию для переговоров с императрицей Агнесой де Пуатье. Стефан умер прежде, чем Хильдебранд вернулся в Рим, но его миссия оказалась успешной. Он сыграл важную роль в преодолении кризиса, вызванного выбором римской аристократией антипапы Бенедикта X, который благодаря поддержке Агнесы был заменён на епископа Флоренции, будущего папу Николая II. С помощью 300 нормандских воинов, посланных Ричардом из Аверсы, Хильдебранд лично возглавил штурм замка Галерия, где укрылся Бенедикт. В 1059 году получил сан архидиакона и начал фактически управлять делами Ватикана.
Новый папа Александр II выдвинул программу реформ, разработанную Хильдебрандом и его последователями. Отныне право избрания пап закреплялось за коллегией кардиналов. Собрание кардиналов, на котором производились такие выборы, стало называться конклавом (лат. con clave — с ключом). В статусе папского советника Хильдебранд сыграл важную роль в примирении папства с норманнами, закрепившимися на юге Италии, и в укреплении независимости папства от германских императоров.

## Избрание
После смерти Александра II 21 апреля 1073 года состоялись его похороны в Латеранской базилике, где из толпы духовенства и народа прозвучали призывы: «Пусть Хильдебранд будет папой», «Блаженный Пётр избрал Хильдебранда архидиаконом!». В тот же день Хильдебранд был избран Папой в церкви Сан-Пьетро-ин-Винколи собравшимися кардиналами с согласия римского духовенства и под приветствия народа.
И в то время, и позднее обсуждалось, был ли спонтанным этот необыкновенный всплеск восторгов в адрес Хильдебранда со стороны духовенства и народа или, возможно, он был результатом некоторых заранее согласованных договоренностей. Порядок его избрания подвергся резкой критике его оппонентами. Многие из обвинений, возможно, были выражением личной неприязни, поскольку не высказывались вслух до изгнания Григория. При этом можно говорить, что избрание папы действительно было проведено с некоторыми нарушениями. Прежде всего, требование папы Николая II о том, что император Священной Римской империи должен был изложить своё мнение о кандидате, было проигнорировано. Однако в конечном итоге эти нарушения не повлияли на результат выборов, более того, в процедуре выборов было учтено мнение народа Рима — эта традиция не применялась к тому времени в течение нескольких веков.
Первые архиерейские письма Григория VII демонстрируют, что духовенство сразу признало его главой церкви, что развеивает сомнения в его нелегитимности. 22 мая 1073 года он получил рукоположение священника и стал папой 30 июня, когда был рукоположен в сан епископа. [12]
В акте о результатах выборов те, кто выбрал его в качестве епископа Рима, охарактеризовали Григория VII так: «набожный человек, человек, сильный в человеческом и божественном знании, выдающийся приверженец равенства и справедливости, человек мудрый в несчастии и умеренный в благости, человек хорошего поведения, безупречный, скромный, целомудренный, гостеприимный; человек, с детства воспитанный в лоне Матери-Церкви, за заслуги свои возвышенный до архидиаконского достоинства». «Мы выбираем, — сказали кардиналы народу, — нашего архидиакона Хильдебранда папой и преемником апостола, и нести ему в дальнейшем и навсегда имя Григория» (22 апреля 1073).
Первые инициативы Григория VII во внешней политике были направлены на примирение с норманнами Роберта Гвискара, однако в этот период эти инициативы провалились. После неудачного призыва к крестовому походу к правителям Северной Европы и получения поддержки со стороны других норманнских князей, таких как Ландульф VI из Беневенто и Ричард I Капуанский, Григорий VII отлучил Роберта в 1074 году.
В том же году Григорий VII созвал собор в Латеранском дворце, который осудил симонию и подтвердил целибат для священнослужителей. Эти указы были подтверждены под угрозой отлучения от церкви в следующем году (24-28 февраля). В частности, Григорий решил на этом втором совете, что только папа может назначать или смещать епископов, — позже эти идеи папы вылились в борьбу за инвеституру.

## Облачение
В своей статье в «L’Osservatore Romano» Агостино Паравичини Бальяни говорит, что распространённое мнение, будто святой Пий V (1566—1572) был первым папой, носившим белый подрясник, является неточным. На самом деле, пишет Бальяни, первым папой, облачившимся в ставшие после этого традиционными бело-красные одежды — белые ряса и носки и красные колпак, моццетта и обувь, — был именно Григорий VII (1076).

## Конфликт с Генрихом IV

### Начало конфликта
Идеалом Григория VII была независимая от светской власти церковь.

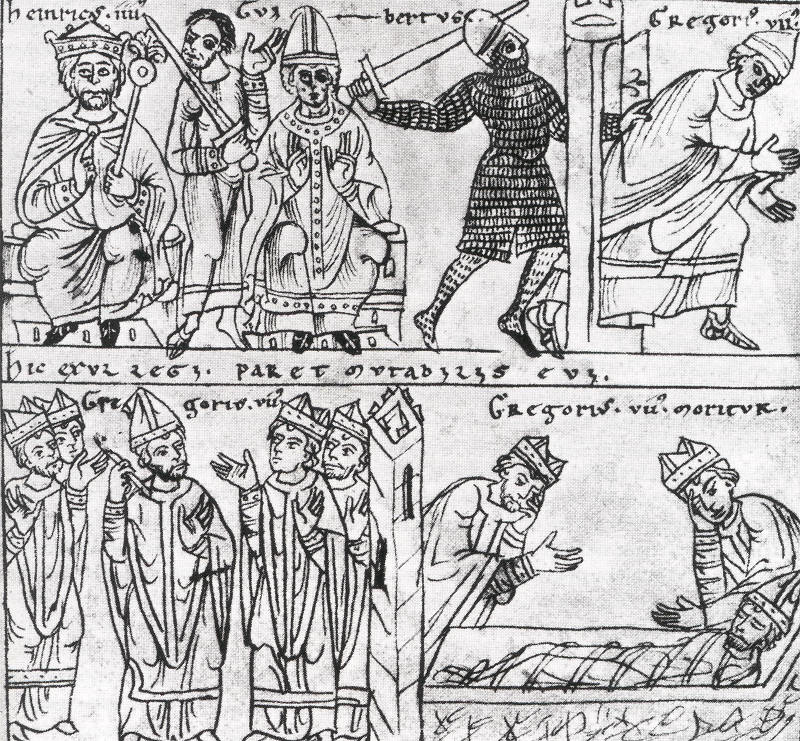
Борьба за инвеституру

Главным врагом для него был император Генрих IV. После смерти императора Священной Римской империи Генриха III мощь немецкой монархии оказалась серьёзно ослаблена, его сын Генрих IV был вынужден бороться с внутренними проблемами. К 1073 году Генриху IV было только двадцать три года.
В течение двух лет после избрания Григория VII Генрих был занят подавлением саксонского восстания и был готов на компромиссы с папой. В мае 1074 года он сделал покаяние в Нюрнберге в присутствии папских легатов, чтобы искупить свою дружбу с членами его совета, которые были отлучены Григорием, он также принял присягу послушания и обещал поддержку в реформирования церкви. Это покаяние на первых порах принесло ему доверие папы, Генрих собрался с силами и разбил саксонцев в первой битве при Лагензальце 9 июня 1075 года. После этого Генрих попытался восстановить свои права как суверена на севере Италии. Он послал графа Эберхарда в Ломбардию, чтобы бороться с патариями, назначил клирика Тедальдо архиепископства Милана и, наконец, попытался наладить отношения с норманнским герцогом Робертом Гвискаром.
Григорий VII ответил в грубой форме в письме от 8 декабря 1075 года, в котором, среди прочих обвинений, содержались обвинения в адрес немецкого короля в нарушении его слова и поддержке отлученных советников. В то же время, он послал словесное предупреждение о том, что его действия могут привести не только к отлучению от церкви, но и лишению короны. Григорий сделал это в то время, когда он сам столкнулся с противником в лице Сенсио I Франджипане, который похитил папу церкви в ночь на Рождество, однако на следующий день Григорий был выпущен на свободу.

### Взаимные низложения
Если Григорий присвоил папе право низводить императоров с трона, то Генрих использовал право императора низлагать пап. Письмо папы привело императора и его окружение в ярость, и Генрих созвал Вормсский рейхстаг 1076 года, на котором присутствовали высшие чины немецкого духовенства, многие из которых были врагами Григория. В частности, по этому случаю в Вормс прибыл кардинал Гуго Простодушный, отлученный папой от церкви. Гуго сформулировал основные обвинения против папы, в результате епископы отказались от своей верности Григорию и заявили, что римляне обязаны выбрать нового папу. Император якобы лично написал папе послание, заканчивающееся словами: «Ступай вон!».
Совет послал двух епископов в Италию, чтобы они зачитали указ о низложении Григория на совете ломбардских епископов в Пьяченце. Роланд Пармский сообщил папе об этом указе, прибыв аккурат к началу Латеранского собора 1076 года. Сначала епископы были напуганы, но вскоре вспыхнула такая буря негодования, что посланник чуть не был убит.
На следующий день папа Григорий VII вынес решение об отлучении Генриха IV с должной торжественностью, лишив его королевского достоинства и освободив его подданных от клятвы верности. Акт отлучения короля был невероятно смелым и не имел прецедентов. Это отлучение оказалось не пустой угрозой: и без того шаткий контроль Генриха над князьями рухнул. Император не смог заручиться поддержкой населения, и общественное мнение в Германии приняло сторону папы, а князья воспользовались возможностью осуществлять свою анти-императорскую политику под прикрытием уважения к папскому решению. Когда на Троицу Генрих предложил обсудить меры, которые будут приняты в отношении Григория VII на совете вельмож, лишь немногие из князей явились. Наконец, саксонцы вновь начали восстание. Папа победил, и эта победа ещё больше разрушила и без того плохо управляемую Священную Римскую империю. Авторитет папы достиг большой высоты.

### Хождение в Каноссу

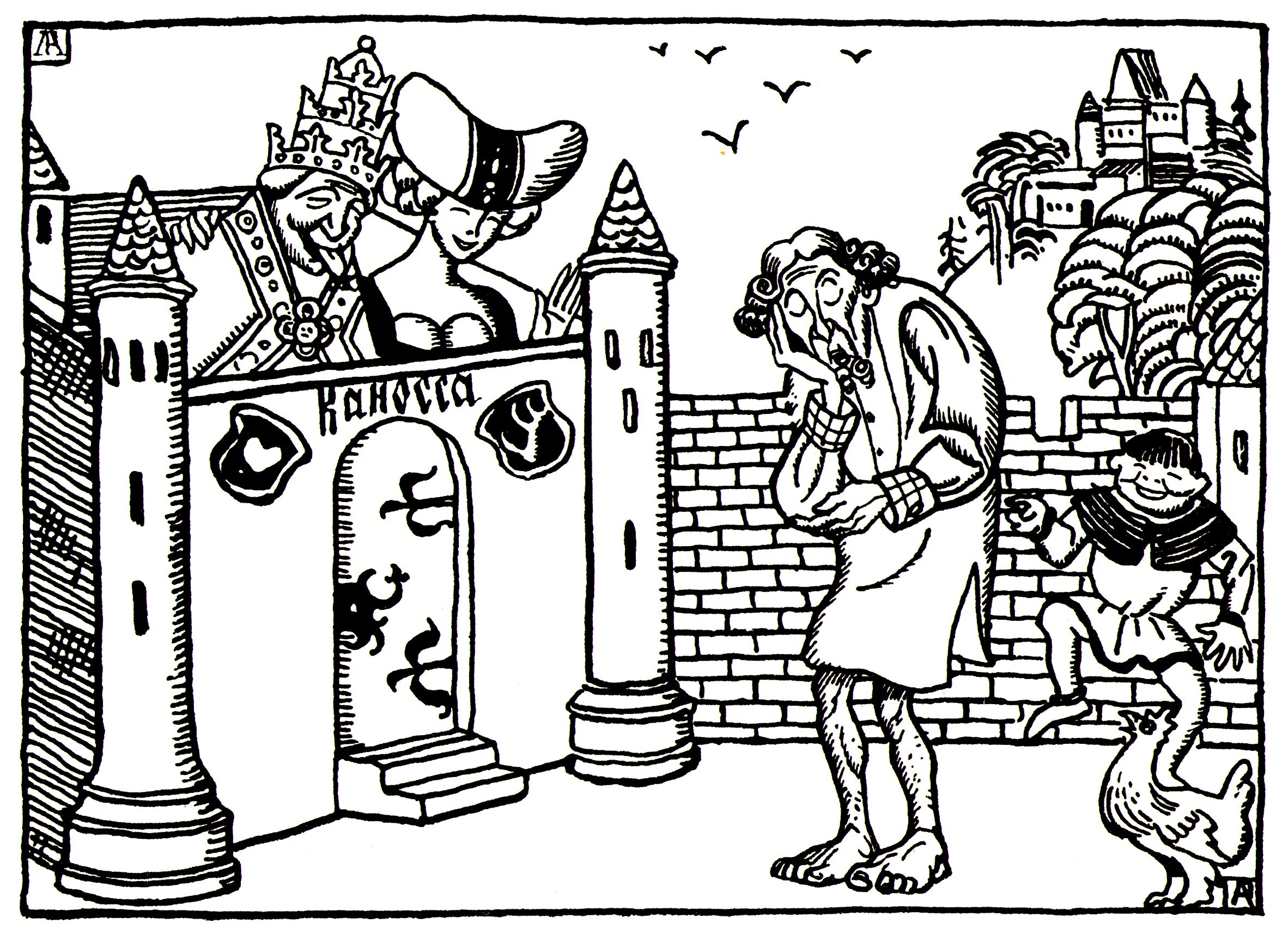
Генрих IV в Каноссе

Ситуация стала крайне тяжёлой для Генриха. В результате агитации, проводимой папским легатом епископом Альтманом из Пассау, немецкие князья встретились в октябре в Требуре, чтобы избрать нового правителя. Генриха, который в это время находился в Оппенгейме на левом берегу Рейна, от потери трона спасла только неспособность собравшихся князей договориться по вопросу о его преемнике.
Их разногласия привели к отсрочке решения. Генрих, заявили князья, должен возместить ущерб Григорию VII и примириться с ним в течение года, иначе трон объявлялся вакантным. В то же время они решили пригласить Григория VII в Аугсбург, чтобы разрешить конфликт.
Генрих осознал, что примирение с папой ему жизненно необходимо, чтобы сохранить власть. Сначала он попытался достичь своих целей с помощью посольства, но когда Григорий отклонил его послов, он принял решение лично отправиться в Италию.
Григорий VII уже покинул Рим и намекнул немецким князьям, что будет ожидать их сопровождения в путешествии 8 января в Мантуе. Но эскорт не появился, и в это время он получил известие о прибытии Генриха. Генрих, путешествовавший по Бургундии, был встречен с энтузиазмом лангобардами, но не поддался искушению применить силу против Григория. Он принял неожиданное решение просить у Григория отпущения грехов и отправился в Каноссу, где он находился. Хождение в Каноссу вскоре стало легендарным.
Примирение было осуществлено после длительных переговоров и определенных обязательств со стороны Генриха. Папа отпустил грехи Генриху, и это устроило немецких князей. Однако снятие отлучения не означало подлинного примирения, поскольку истинная причина конфликта Генриха и Григория — спор об инвеституре — не была устранена. Новый конфликт был неизбежен еще и из самого факта: Генрих посчитал, что отлучение отменяет и низложение. Григорий же сохранил себе пространство для манёвра и не дал и намёка на отмену низложения в Каноссе.

### Повторное отлучение Генриха

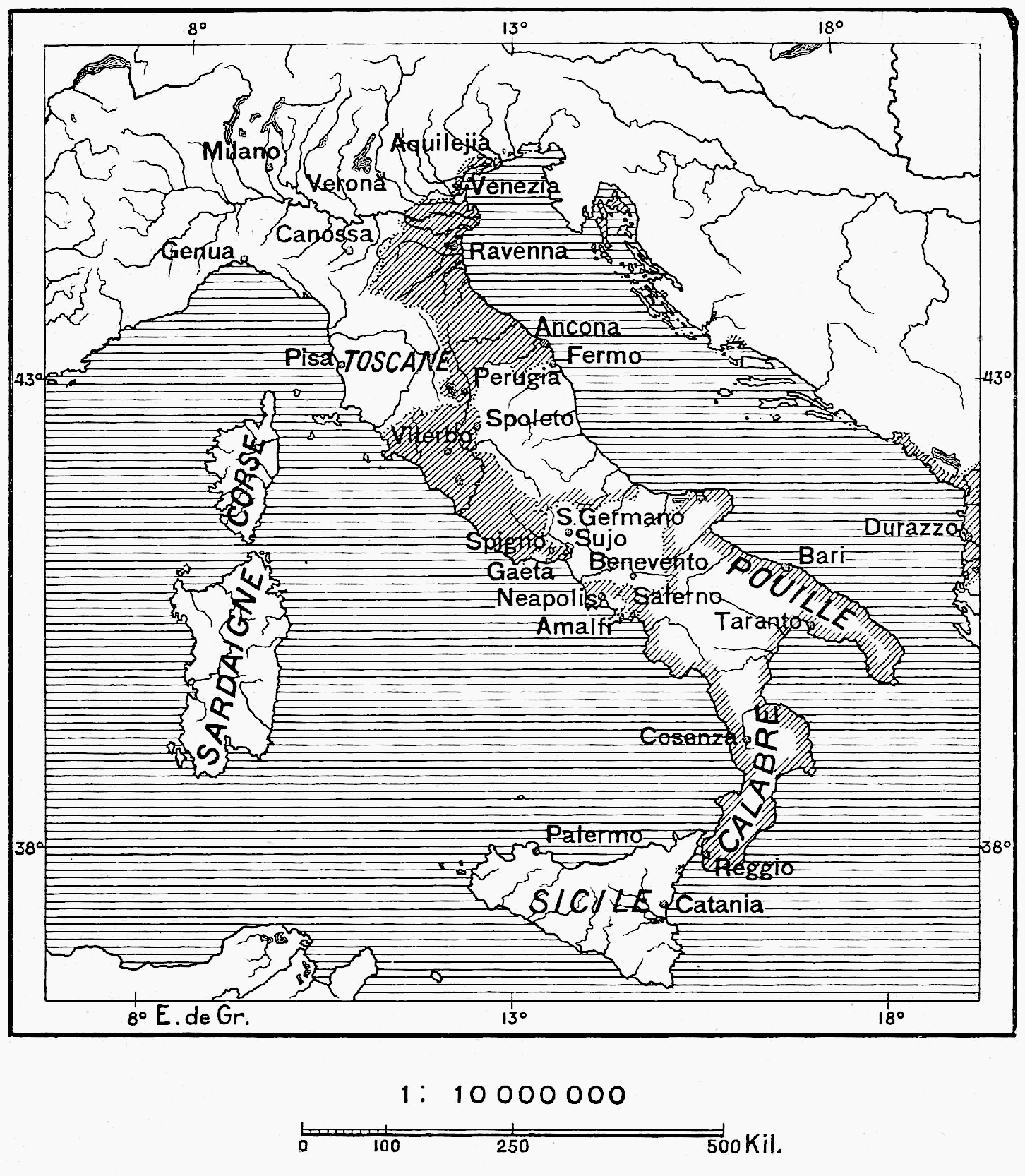
Папская область при Григории VII

Генрих IV постепенно собрался с силами. Однако оппозиция не отступала. На совете в Форхайме в марте 1077 года князья в присутствии папских легатов вновь объявили Генриха низложенным и избрали правителем Рудольфа Швабского. Папа некоторое время колебался, выбирая, кого из противников поддержать, и в итоге решил поддержать Рудольфа после его победы в битве при Флархгайме 27 января 1080 года. Под давлением саксонцев Григорий отказался от своей политики ожидания и снова произнес отлучение и низложение короля Генриха 7 марта 1080 года.
Но папское порицание в этот раз даже помогло Генриху. По мнению многих, оно было несправедливым, и люди стали сомневаться в обоснованности действий Григория. Кроме того, Рудольф Швабский умер от ран 16 октября того же года. Новый антикороль, Герман Зальмский, был выдвинут в августе 1081 года, но его личность не годилась для роли лидера григорианской партии в Германии, и Генрих IV перехватил инициативу. Он отказался признать отлучение. На совете в Бриксене 16 июня 1080 году Генрих при поддержке недовольных папой германских епископов снова низложил папу и назначил антипапу Климента III (Гвиберта Равеннского). В 1081 году Генрих начал открытые боевые действия против Григория в Италии. Папа стал терять позиции, и тринадцать кардиналов покинули его.
Главный военный сторонник папы, Матильда Тосканская, была вытеснена армией Генриха через Апеннины, так что Григорию пришлось отправиться из Равенны в Рим. Рим сдался немецкому королю в 1084 году, Григорий удалился в замок Святого Ангела и отказался принять послов Генриха, который обещал ему сохранение престола в обмен на коронацию императорской короной в Риме. Григорий, однако, настаивал, что предварительно Генрих должен предстать перед советом и покаяться. Император, делая вид, что согласен, разрешил епископам собраться, но в соответствии с их пожеланиями Григорий снова отлучил Генриха.
Генрих после получения этой новости снова вошёл в Рим 21 марта, чтобы увидеть, что Гвиберт Равеннский был возведён на престол как папа Климент III. Вскоре он короновался, но Роберт Гвискар, с которым Григорий сформировал альянс, уже маршировал к городу, и Генрих бежал в Руан.

### Изгнание из Рима и смерть

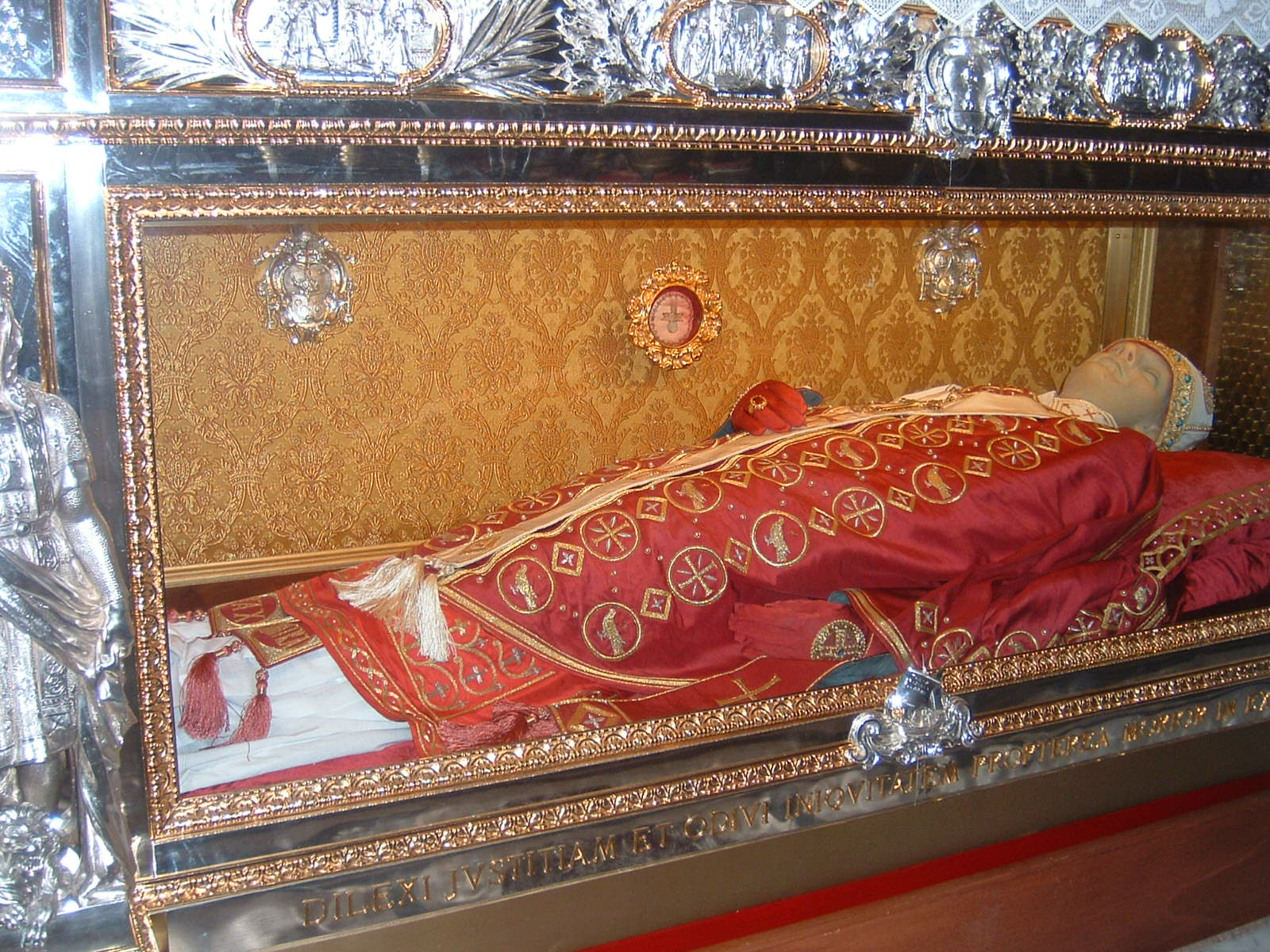
Гробница Григория VII в кафедральном соборе Салерно. Под гробницей последние слова папы: «Я любил правду и ненавидел несправедливость, и оттого умираю в изгнании»

Папа был освобождён, но Роберт Гвискар во главе войска норманнов подверг город страшному разорению. Римское население поднялось против папы, и он был вынужден бежать в аббатство Монте-Кассино, а позднее к норманнам в Салерно, где в 1085 году умер. За три дня до смерти он снял все отлучения, что произнёс, за исключением двух — в отношении Генриха и Гвиберта. Похоронен в кафедральном соборе Салерно.

### Историческое значение
Конфликт папы с Генрихом IV стал самым опасным и долгим из конфликтов Европы XI в., угрожавшим самому существованию католической церкви.

## Политика папства по отношению к странам Европы

### Норманны
Отношения Григория VII с другими европейскими государствами находились под сильным влиянием его немецкой политики. Отношения с норманнами принесли папе горькое разочарование. Большие уступки, сделанные им папой Николаем II, были не только бессильны остановить их продвижение в центральной Италии, но и не смогли обеспечить даже ожидаемой защиты папства. Когда Григорий VII был в затруднении, Роберт Гвискар оставил его на произвол судьбы и вмешался, когда сам был встревожен угрозой немецкого вторжения. Захватив Рим, он покинул город, и народное возмущение привело к изгнанию Григория.

### Претензии на установление папского суверенитета
В отношении некоторых стран Григорий VII пытался установить суверенитет со стороны папства и обеспечить признание его прав владения. Он объявил, что Корсика и Сардиния «с незапамятных времен» принадлежат к Римско-католической церкви. Венгерскому королю Гезе I папа объяснил, что его королевство принадлежит святому престолу. Вотчиной святого Петра представлялась ему и Испания, где папа, едва вступив на престол, благословил рыцарей на отобрание земель у мавров, — но только при условии, что будет признана его верховная власть над отвоёванными территориями.

### Франция
Филипп I Французский из-за его практики симонии и насилия в отношении Церкви представлялся потенциальной мишенью для критики со стороны папы. Отлучение от церкви казалось неминуемым, однако Григорий воздержался от приведения своих угроз в действие, хотя поведение короля не показало изменений к лучшему. В своём послании Филиппу I папа лишь осудил его за то, что он ограбил итальянских купцов, направляющихся на ярмарку в Шампань.
Папа Григорий попытался организовать крестовый поход в Испанию во главе с графом Эблем де Руси.

### Англия
Григорий VII требовал изъявления покорности от короля Англии. Однако Вильгельм I Завоеватель чувствовал себя в безопасности. Он активно вмешивался в руководство церковью, запретил епископам посещать Рим, делал назначения в епархии и монастыри и не беспокоился по поводу отповедей папы. Григорий не имел возможности заставить английского короля изменить его церковную политику, поэтому он предпочитал игнорировать то, что он не мог одобрить, и даже считал целесообразным заверить его в своей особой любви.

### Дальние христианские страны
Григорий, по сути, наладил контакты со всеми странами христианского мира. Однако эти отношения не всегда имели политическую окраску, часто это была просто переписка. Так, его письма доходили до Польши, Киевской Руси и Чехии. А правителю Хорватии Звонимиру папа даже прислал регалии: скипетр и корону. Он безуспешно пытался привести Армению в более тесный контакт с Римом. Киевский князь Изяслав Ярославич, сын Ярослава Мудрого, изгнанный из Киева, послал своего сына Ярополка в Рим с просьбой о помощи для своего восстановления на киевском престоле.

### Византийская империя
Григорий VII стремился подчинить власти Рима и империю византийских василевсов, только что потерпевшую тяжкое поражение от сельджуков при Манцикерте (1071). Григорий VII стремился навязать Византии церковную унию. Дипломатические переговоры с византийским императором Михаилом VII в 1073 году провалились; тогда Григорий VII решает прибегнуть к силе оружия: в 1074 году он замышляет направить в Византию рыцарскую армию с Запада, лицемерно поставив ей задачу «выручить» из беды греческую церковь, которой угрожают неверные. То есть он первым начал призывать к крестовому походу против сельджуков, впрочем, безрезультатно, а название «крестовые походы» появилось намного позже. Тратил огромные деньги на содержание наёмного войска.

## Внутренние реформы
Григорий искренне верил, что церковь была основана Богом, и на папу возложена задача сплотить человечество в единое общество, в котором божественная воля является единственным законом, и, соответственно, божественное учреждение является высшим над всеми человеческими структурами, особенно, светским государством. По его мнению, папа как глава Церкви является посланником Бога на земле, и непослушание ему означает непослушание Богу.
Он распорядился, чтобы все важные церковные вопросы решались в Риме. Централизация церковной власти в Риме, естественно, означала свёртывание полномочий епископов. Так как они отказались подчиниться добровольно и пытались отстаивать свою традиционную независимость, понтификат Григория оказался полон борьбы против высших чинов духовенства. Это противостояние выразилось в борьбе папы за целибат духовенства и против симонии. Григорий VII не сумел ввести целибат, но вел борьбу за него с большей энергией, чем его предшественники. В 1074 году он опубликовал энциклику, освобождавшую население от послушания епископам, которые не наказывали женатых священников. В следующем году папа повелел им принять меры против женатых священников и лишить этих священнослужителей доходов.